# Мейбел (Миннесота)
Мейбел (англ. Mabel) — город в округе Филмор, штат Миннесота, США. На площади 1,2 км² (1,2 км² — суша, водоёмов нет), согласно переписи 2002 года, проживают 766 человек. Плотность населения составляет 624,9 чел./км².
- Телефонный код города — 507
- Почтовый индекс — 55954
- FIPS-код города — 27-38888[1]
- GNIS-идентификатор — 0647346[2]